# Börje Blomberg
Hans Börje Blomberg, född 7 december 1921 i Stockholm, död 25 juni 1961 i Skarpnäcks församling, var en svensk skådespelare.
Han gifte sig 1950 med skådespelaren Anne Blomberg och fick en son 1951. Han är begravd på Galärvarvskyrkogården i Stockholm.

## Filmografi
- 1946 – Ungdom i fara
- 1948 – Flickan från fjällbyn
- 1950 – Två trappor över gården

## Teater

### Roller
| År   | Roll         | Produktion                                      | Regi             | Teater      |
| ---- | ------------ | ----------------------------------------------- | ---------------- | ----------- |
| 1947 | Hotellpojken | Född igår (Born Yesterday) Garson Kanin         | Per-Axel Branner | Nya Teatern |
| 1948 | Den lille    | Henne vi glömmer: Krista (Krista) Knud Sønderby | Sven Lindberg    | Nya Teatern |